# Kaijiangosaurus
Kaijiangosaurus lini is een vleesetende theropode dinosauriër, behorend tot de Tetanurae, die tijdens het middelste Jura leefde in het gebied van het huidige China.

## Naamgeving en vondst
In 1984 beschreef en benoemde He Xinlu de typesoort Kaijiangosaurus lini. De geslachtsnaam verwijst naar de rivier (jiang) de Kai. De soortaanduiding eert de paleontoloog Lin Wenqiu.
Het holotype, CCG 20020, is in Sichuan gevonden in een laag van de Xiashaximiaoformatie die dateert uit het Bathonien-Callovien. Het bestaat uit een gedeeltelijk skelet zonder schedel. Bewaard zijn gebleven: het intercentrum van de atlas en de derde tot en met negende halswervel. Daarnaast zijn er paratypen. Eén specimen bestaat uit een fragmentarisch skelet met een jukbeen, negen tanden, negen wervels, een halve schoudergordel met voorpoot en elementen van een onderbeen en een voet. Een tweede, kleiner, specimen wordt vertegenwoordigd door een dijbeen van veertig centimeter lengte. Later werd bekend dat er meer materiaal is aangetroffen maar dat is nog onbeschreven. Volgens sommige bronnen is Kaijiangosaurus een jonger synoniem van Xuanhanosaurus Dong 1984.

## Beschrijving
Kaijiangosaurus is een middelgrote roofsauriër met een lichaamslengte van zo'n vijf meter. Omdat de Chinese publicatie nooit vertaald werd, is de kennis in het Westen over de soort gering.
He gaf een korte diagnose. Het jukbeen heeft vooraan een rechte rand, die naar achteren plots verdiept. De tanden zijn van het megalosauride type. Hun voorrand heeft maar een paar zwakke kartelingen nabij het spits. De halswervels zijn kort, breed en ingesnoerd. De voorste halswervels hebben een doornuitsteeksel met een holle achterrand. Deze wervels zijn ongeveer even breed als lang; hun doornuitsteeksels zijn laag en breed. De achterste halswervels zijn achteraan uitgehold en hebben relatief hoge en nauwe doornuitsteeksels. De ruggenwervels zijn platycoel en hebben gladde zijkanten zonder pleurocoelen. Ook de voorste staartwervels zijn platycoel, met een vlakke voorkant en een holle achterkant; de achterste zijn amficoel. Bij de staartwervels zijn de onderkanten plat, zonder lengtegroeve.
Bij het schouderblad is de onderzijde weinig ingesnoerd; het midden en de bovenkant zijn wat verbreed. Het ravenbeksbeen is ovaal en heeft aan de buitenste bovenkant een dikke richel. Het opperarmbeen heeft een driehoekige deltopectorale kam; de schacht heeft een ovale doorsnede. De ellepijp is kort; aan beide uiteinden verdikt. De drie handklauwen zijn sterk gekromd. Bij het dijbeen zijn de uiteinden verbreed. De dijbeenkop is iets naar achteren gericht. De trochanter minor is laag met een driehoekige doorsnede. De drie middelste middenvoetsbeenderen zijn niet vergroeid; evenmin is het derde middenvoetsbeen bovenaan toegeknepen.

## Fylogenie
Kaijiangosaurus werd door He in de Megalosauridae geplaatst. Het is volgens westerse onderzoekers vermoedelijk een basaal lid van de Tetanurae of wellicht de Averostra sensu Ezcurra & Cuny. Dat blijkt uit de slanke en iets naar achteren gerichte doornuitsteeksels van de achterste halswervels welke laatste daarbij niet extreem verlengd zijn en waarvan de cetrumfacetten geen grote hoek met elkaar maken.